# Peter Sötje
Peter Sötje (* 16. Februar 1941 in Rendsburg) ist ein deutscher ehemaliger Politiker (SPD). Er war von 1977 bis 1979 Sprecher des Berliner Senates, von 1979 bis 1981 Chef der Berliner Senatskanzlei und von 1981 bis 1983 Senatsdirektor in der Senatsverwaltung für Bau- und Wohnungswesen. 1988 bis 1996 Kurator der Deutschen Stiftung für Internationale Entwicklung [DSE].

## Leben
Peter Sötje studierte am Otto-Suhr-Institut für Politikwissenschaft der Freien Universität Berlin und erlangte einen Abschluss als Diplom-Politologe.
Im Alter von 29 Jahren setzte der Berliner Senator für Wissenschaft und Kunst, Werner Stein (SPD), Sötje am 1. Juli 1970 als Staatskommissar für die Architekturfakultät bei der Technischen Universität Berlin ein. Er sollte im Rahmen der Staatsaufsicht die Aufgaben der Fakultätsvertretung in Prüfungsangelegenheiten, die bisher durch den Diplomprüfungsausschuss erfüllt wurden, sowie die Aufgaben des Prüfungsobmannes der Architekturfakultät an der Universität wahrnehmen, da die Prüfungsordnung von Studenten und Prüfern im Kontext der Studentenbewegung mehrmals missachtet worden war. Die Universität kündigte daraufhin an, gegen die Einsetzung des Staatskommissars zu klagen.
Sötje war von 1971 bis 1975 Bezirksverordneter in der Bezirksverordnetenversammlung Wilmersdorf. Von 1973 bis 1974 Bezirksstadtrat im Bezirk Wedding und von 1975 bis 1977 Bezirksstadtrat im Bezirk Neukölln.
Unter dem Regierenden Bürgermeister von Berlin, Dietrich Stobbe (SPD), diente Sötje von Juni 1977 bis April 1979 als Sprecher des Berliner Senates. Als der bisherige Chef der Senatskanzlei, Gerhard Heimann (SPD), zum Senator für Bundesangelegenheiten wurde, folgte ihm Sötje von April 1979 bis Januar 1981 als Chef der Senatskanzlei im Amt eines Senatsdirektors. In dieser Position wurde er Mitglied im Beirat der Stiftung Luftbrückendank. Anschließend war er von 1981 bis 1983 Senatsdirektor in der Senatsverwaltung für Bau- und Wohnungswesen.
Von 1983 bis 1986 leitete Sötje den Internationalen Bund (IB). Von 1986 bis 1996 war Sötje Kurator der Deutschen Stiftung für Internationale Entwicklung (DSE) und Gründungsmitglied von Transparency International (TI) e.V. Danach war er bis 2000 Generalsekretär von Inter Nationes, das er mit dem  Goethe-Institut fusionierte. 2000 wurde er Mitglied im Vorstand des Goethe-Instituts und später Leiter des Goethe-Instituts in New York und Nordamerika.
Sötje ist Mitglied des Vereins der Freundinnen und Freunde des Otto-Suhr-Instituts.

## Veröffentlichungen (Auswahl)
- Verfassungsfeinde und öffentlicher Dienst. Landeszentrale für Politische Bildungsarbeit, Berlin 1977.